# Gerhard Pollheide

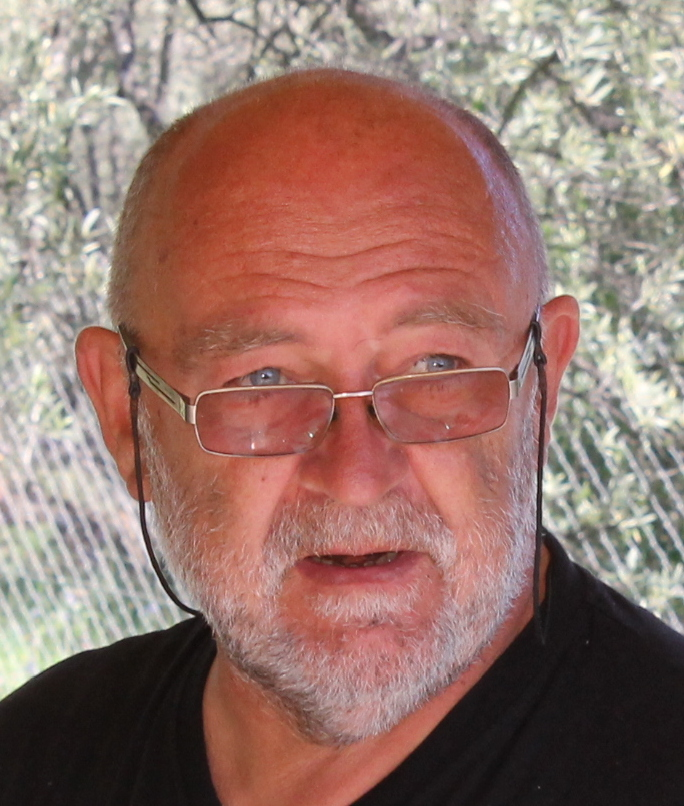
Gerhard Pollheide (2013)

Gerhard Pollheide (* 20. Oktober 1951 in Isenstedt) ist ein deutscher Schriftsteller und Bildender Künstler.

## Leben
Gerhard Pollheide ist Sparkassenbetriebswirt und war bis zum Jahr 2000 tätig bei Unternehmensberater CMC/BDU. Seit 2001 ist er freischaffend als Bildender Künstler und Schriftsteller. Von 2007 bis 2013 war er Radiomoderator beim deutschsprachigen Radio del Sol im spanischen Algarrobo. Er lebte bis 2021 in dem von ihm in Sayalonga, Andalusien, gegründeten Künstlerdorf Bodega Vino y Arte mit Restaurant, Kunstgarten, Kunstgalerie und der „kleinsten Schaubühne der Welt“, seit 2022 auch im ostwestfälischen Lübbecke.
Pollheide veröffentlicht Lyrik und Prosa, teilweise ergänzt um eigene Zeichnungen und Malereien. Als Bildender Künstler erschafft er Werke in Malereien, Zeichnungen, Grafiken, Linoldrucken, Sprechbildern, Fotokunst, Collagen, Runenbotschaften, Fine-Art-Drucken auch im Bereich der Materialmontagen.
Er war beteiligt an der Ausstellung anlässlich der 50-Jahr-Feier des Bundeslandes Nordrhein-Westfalen, im Landtagsgebäude von Sachsen-Anhalt, sowie 2011 mit einer Kunstaktion in Spanien als Teil der „Bewegung 15. Mai“.
Pollheide ist Mitglied im Verband deutscher Schriftsteller und im Bundesverband Bildender Künstlerinnen und Künstler.
Das Westfälische Literaturarchiv hat 2002 den Vorlass von Gerhard Pollheide erworben, u. a. handschriftliche Manuskripte, Briefe, Gemälde und Zeichnungen.

## Veröffentlichungen

### Lyrik mit Zeichnungen
- Ich stürzte ab – und konnte fliegen. Kunsthaus Verlag GmbH, Boddin 1999. ISBN 3-933274-24-9.
- Dagegen, dafür zu sein. Kunsthaus Verlag GmbH, Boddin 1999. ISBN 3-933274-25-7.
- Gehst Du ein Stück zu zweit. Kunsthaus Verlag GmbH, Boddin 1999. ISBN 3-933274-26-5.

### Erzählungen
- Heimwärts ist wo. Kunsthaus Verlag GmbH, Boddin 2001. ISBN 3-933274-39-7.
- Im Mäuseland Verdumm. Kunsthaus Verlag GmbH, Boddin 2001. ISBN 3-933274-40-0.

### Lyrik und Prosa teilweise mit farbigen Werken der Bilden Kunst
- Und diese Welt schuldet mir nichts. BoD GmbH, Norderstedt 2008. ISBN 978-3-8370-6907-5.
- Liebeslieder im Krieg. BoD GmbH, Norderstedt 2008. ISBN 978-3-8370-6723-1.
- Hinter dem Regenbogen. BoD GmbH, Norderstedt 2008. ISBN 978-3-8370-6820-7.
- Die Nacht gebiert kein frühes Rot. BoD GmbH, Norderstedt 2009. ISBN 978-3-8370-7961-6.
- Hartes, hartes Land – In grünen Hügeln vorm Meer. BoD GmbH, Norderstedt 2011. ISBN 978-3-8423-5288-9.
- Schmetterlinge trotzen Stürmen. BoD GmbH, Norderstedt 2011. ISBN 978-3-8423-4373-3.
- Deutschland ist für mich wie seine Flagge. Brandheiß Verlag, Lübbecke 2015. ISBN 978-3-9817277-2-2.
- Das Wetter schlägt um. Brandheiß Verlag, Lübbecke 2015. ISBN 978-3-9817277-4-6.
- Du kamst übern Sand. Brandheiß Verlag, Lübbecke 2015. ISBN 978-3-9817277-3-9.
- Wie soll ich Frieden erklären – wie soll ich Liebe erklären. Brandheiß Verlag, Lübbecke 2018. ISBN 978-3-9817277-5-3.
- Silbermondmädchen. Brandheiß Verlag, Lübbecke 2019. ISBN 978-3-9817277-7-7.

### Biografische Romane, teilweise mit Werken der Bildenden Kunst
- Wir Suchenden – In Isenstedt und Anderswo. Brandheiß Verlag, Lübbecke 2015. ISBN 978-3-9817277-1-5.
- Blutmond. Brandheiß Verlag, Lübbecke 2020. ISBN 978-3-9817277-8-4.
- Kunst und Poesie im Widerstand gegen den Sturm dieser Zeit. Brandheiß Verlag, Lübbecke 2022. ISBN 978-3-9817277-9-1.

### Reisebericht mit Farbfotografien
- Ich habe nie am Strand gegessen – Mein Jakobsweg zu mir. BoD GmbH, Norderstedt 2008. ISBN 978-3-8370-7033-0.

### Sachbuch Bildende Kunst
- Über die Fortsetzung des Geistigen in der Kunst. Brandheiß Verlag, Lübbecke 2019. ISBN 978-3-9817277-6-0.
- Sarajevo. Brandheiß Verlag, Lübbecke 2023. ISBN 978-3-910274-02-0.

## Preise / Auszeichnungen / Aktionen
- 2023 Internationaler Preis für Kunst und Literatur der bosnischen Gedenkmuseen[10][11][12][13][14][15][16][17][18][19]
- 2022 Literaturpreis „Aufgeschlagen“ als Leseförderung vom Land NRW[20]
- 2005 Kultureller Förderpreis der Europäischen Union für Pollheides Künstlerdorf in Andalusien[21]
- 2003 Gründung und Betrieb von Pollheides Künstlerdorf „Bodega Vino y Arte“[22][23]
- 2001 Marcel Reich-Ranicki – Von ihm erhaltene Auszeichnung als „jüngerer Bruder Heinrich Heines“[24]

## Werke in Museen und öffentlichen Institutionen
- 2023 Die nationalen Museum von Bosnien-Herzegowina, Sarajevo, „Bosnisches Museum der Erinnerung (Bosanski muzeji sjecanja)“, zu der a) das Museum für Verbrechen gegen die Menschlichkeit und Völkermord,[25] b) das Museum für Kriegsopfer und Völkermord[26] und c) das Museum des Lebens in Sarajevo unter Belagerung[27] gehören, übernahmen 39 Werken zum dauerhaften dortigen Verbleib.
- 2002 Übernahme von zunächst 305 Gemälden, Zeichnungen und Sprechbildern in Zusammenarbeit mit der Literaturkommission durch das Westfälische Literaturarchiv (heutiger Bestand durch Ergänzungen 371 Werke der Bildenden Kunst – siehe auch Einzelnachweis 6 Literaturarchiv)[28]

## Radio und Fernsehen
- 2001 Radiosendung gegen Rechtsradikalismus Radio Westfalica[29]
- 2007 Moderation der Kultursendung „LitFass“ bei „Radio Algarrobo“, Spanien (2007 bis 2013)[30]
- 2009 Internationale Lesung einiger seiner Werke (Lyrik, Prosa) durch den Schweizer Schauspieler Karl Straub.[31]
- 2023 Radio- und Fernsehübertragungen anlässlich meiner Kunstausstellung und Kunst- und Literaturpreisvergabe in Sarajevo.[32]

## Ausstellungen und Aktionen Bildende Kunst (Auswahl)
Ausstellungen / Aktionen Bildende Kunst (Auswahl)
- 1993 Ausstellung Freiräume im Speicher, Lübbecke, zum Thema Krieg in Sarajevo[33]
- 1994 Ausstellung Wand als Thema zum Krieg in Sarajevo, in Lübbecke[34]
- 1995 Antikriegs-Einzel-Ausstellung Sarajevo in Espelkamp[35]
- 1996 Antikriegs-Einzel-Ausstellung mit Rauminstallation Toleranz, gegen Gewalt in Düsseldorf[36]
- 1997 Antikriegs-Einzel-Ausstellung Gegen Krieg, Gewalt und Fremdenhass Trinitatiskirche Gestringen[37]
- 1999 Einzelausstellung mit Rauminstallation gegen Rassismus, Krieg und Rechtsextremismus im Landtag von Sachsen-Anhalt[38]
- 2001 Künstlerische Europareise mit dem Motorrad um künstlerische Platzabriebe zu fertigen[39]
- 2003 Gründung des Künstlerdorfes „Vino y Arte“ in Sayalonga (Andalusien) bis 2020[40][41]
- 2007 Eröffnung „der kleinsten Schaubühne der Welt“ in Sayalonga (Spanien / Andalusien)[42]
- 2007 Moderation der Kultursendung „LitFass“ bei „Radio Algarrobo“, Spanien (2007 bis 2013)[43]
- 2008 Eröffnung der Kunst- und Literaturgalerie mit Kunst- und Skulpturengarten in Sayalonga (Spanien / Andalusien)[44]
- 2011 Hungerstreik und Protestmarsch gegen die Korruption als Teil der Bewegung „Bewegung 15. Mai“[45]
- 2013 Teilnahme über Verlag Vino y Arte an Cologne Paper Art Köln (Katalog 2013 Cologne Paper Art – ISBN 978-3-937907-42-0 MAGNUS Kunstmesse GBR)
- 2022 Lesungen in Espelkamp, Lübbecke, Levern und Gestringen (gefördert aus dem NRW-Programm „Aufgeschlagen“)[46][47]
- 2023 Antikriegsausstellung und Kunst- und Literaturpreis in den Museen von Sarajevo[12][48]